# Gruvolyckan i Copiapó 2010

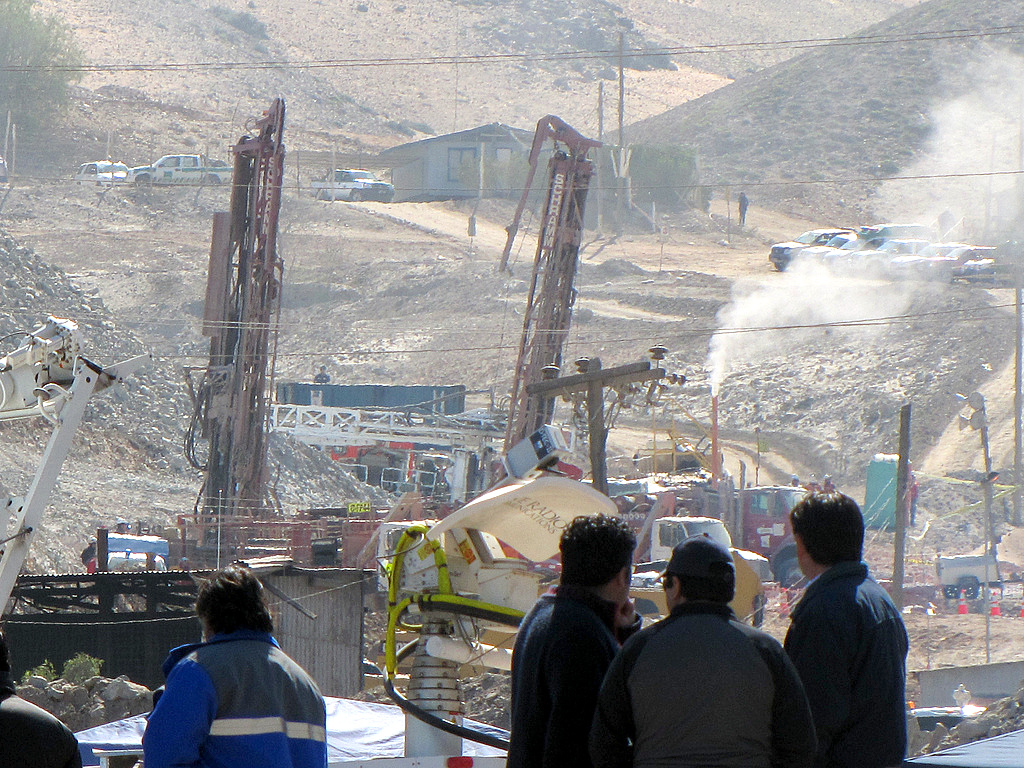
Olycksplatsen med borrutrustning.

Gruvolyckan i Copiapó 2010 inträffade den 5 augusti 2010 då gruvgångar rasade i koppar- och guldgruvan San José Mines nära Copiapó i regionen Atacama i norra Chile. 33 arbetare blev då instängda, cirka sju kilometer in i gruvgångarna och cirka 700 meter under markytan.
Gruvan ligger mitt ute i Atacamaöknen, och en tillfällig bosättning upprättades på platsen för räddningsarbetare och för de drabbades familjer.
Räddningsarbetet innebar bland annat att man försökte borra till det område i gruvan där arbetarna förväntades vara. Efter flera misslyckade försök fick man den 22 augusti upp en lapp som arbetarna fäst på en av borrarna, där det stod att alla 33 var i livet.
Efter ungefär två månaders förberedelser stod ett borrhål stort nog att ta upp gruvarbetarna klart den 12 oktober 2010. Den 13 oktober kl. 05:10 svensk tid kom den förste mannen upp och den 14 oktober kl. 02:57 svensk tid hade alla de 33 instängda männen nått ytan. De instängda drogs upp en och en i en specialtillverkad kapsel som döpts till Fenix 2 (efter fågel Fenix, den nyfödde). Tre av 16 behövde någon form av vård. En av dem fick antibiotika intravenöst mot en svår lunginflammation. Men majoriteten var vid mer än tillfredsställande hälsa. 